# Jean de Marle
Jean de Marle, mort le 12 juin 1418, est un évêque de Coutances du XVe siècle. Il est le fils du chancelier Henri le Corgne de Marle et de Mathilde Lebardiier.

## Biographie
Jean de Marle est protonotaire apostolique et est nommé évêque de Coutances en 1413. L'évêque est du parti du duc d'Orléans et des anglais, mais il est plus souvent à Paris que dans son diocèse.   Villiers de l'Isle-Adam devenu maître de Paris pour le duc de Bourgogne, les hommes du parti opposé sont jetés au prison, notamment l'évêque de Coutances et son père et les évêques de Bayeux, Évreux, Senlis et Saintes. Ils sont par la suite massacrés par le peuple.
- Ressource relative à la religion :   - Catholic Hierarchy